# Алонсо Кабальеро, Северо Фернандес
Северо Фернандес Алонсо Кабальеро (исп. Severo Fernández Alonso Caballero; 15 августа 1849 — 12 августа 1925) — боливийский политический деятель, президент страны с 1896 до 1899 года. Был последним президентом — представителем Консервативной партии за 15-летний период гегемонии (1884—1899).
Подобно своему предшественнику, Фернандес вёл миротворческую политику с целью примирения с Либеральной партией. Это стало одной из основных причин развала Консервативной партии и прихода к власти либералов в результате так называемой федеральной, или гражданской войны 1899 года.